# 8135 Davidmitchell
8135 Davidmitchell eller 1978 VP10 är en asteroid i huvudbältet som upptäcktes den 7 november 1978 av de båda amerikanska astronomerna Eleanor F. Helin och Schelte J. Bus vid Siding Spring-observatoriet. Den är uppkallad efter David Francis Mitchell.
Asteroiden har en diameter på ungefär 5 kilometer.